# 扎斯塔瓦M77輕機槍
扎斯塔瓦M77（英語：Zastava M77）是一款由當時的南斯拉夫武器生產商扎斯塔瓦武器公司所研製和生產的轻机枪。通俗而言，扎斯塔瓦M77幾乎是前苏联RPK輕機槍（AK的輕機槍型）的直接彷製型，唯一的視覺差異在於其槍管、山毛櫸木製槍托、無機匣左側的華沙條約導軌和設計上有略微修改的木製護木，以及其發射的7.62×51毫米北約口徑制式步枪子彈。

## 概述
扎斯塔瓦M77裝填並發射7.62×51毫米北約口徑步槍子彈。它是一挺氣動式傳動活塞、氣冷式槍管、彈鼓及彈匣供彈、擊發調變，並且裝有固定和折疊兩款槍托以及於槍管扣上兩腳架的槍械。它亦是一款很像蘇聯RPK輕機槍的班用自動武器，但也具有其獨特的設計特徵。其中包括可調節的導氣系統，具有三段設置，非常可靠，使其非常適合裝上消聲器或發射槍榴彈。
扎斯塔瓦M77是蘇聯RPK輕機槍的近似仿製型，兩者之間有著一些差異。它無法於機匣左側裝上華沙條約導軌（換句話說，無法安裝PSO-1等快拆式瞄準鏡）；可另一方面，護木以上的散熱孔卻與RPK同樣是兩個，而非同廠的M70的三個。槍托也有所不同，M72採用與M70B1型號相同的槍托，具有類似於常規AK突击步槍的形狀，使其伏射時時更容易抵肩射擊。裝備於機械化步兵部隊的M77則是改為裝上折疊式槍托。它裝有加固型機匣、夜間瞄準具，但並無提把。槍管也與其他RPK輕機槍有所不同，活塞筒以下的身管部分所具有的散熱片有助於長時間射擊以後的散熱。
在2014年和2015年之間，這款輕機槍的衍生型M77ps曾進口到美國。它是M77的半自動版本，裝有聚合物拇指孔式槍托和10發可拆式彈匣。

## 衍生型
- M77——裝有固定木製槍托的標準版本。採用銑削（英语：Milling (machining)）製機匣。
- M77B1——為M77的戰鬥步槍版本，外表上取消了槍管扣有的兩腳架和部分身管的散熱片，但具有與同廠的M70相同的三個護木散熱孔和槍口具有消焰器。
- M77AB1——與M77B1相同，但改為裝上與AKMS相同的折疊式槍托。

另外還有在美国生產的M77B1的半自動衍生型，使用原裝零件套件和美國生產的機匣和槍管所組裝而成。

## 配件
- 刀子與刀鞘
- 空包彈助退器（英语：Blank-firing adaptor）
- 清潔套裝
- 油壺
- 清潔棒
- 槍背帶（英语：Sling (firearms)）
- 4個備用的20發彈匣